# Дюнкерк (фільм, 1958)
«Дюнкерк» (англ. Dunkirk) — британський воєнний фільм, створений 1958 року режисером Леслі Норманом, з Річардом Аттенборо та Бернардом Лі у головних ролях. Стрічку засновано на творах, написаних за свідками учасників подій.

## Сюжет
У фільмі розповідається історія операції «Динамо» з евакуації оточених британських та французьких військ з пляжів Дюнкерка, Франція, між 26 травня та 4 червня 1940 року під час Другої світової війни. Події головним чином показано з точки зору двох людей: цивільного, що щойно повернувся до Англії, репортера газети, пана Чарльза Формана (грає Бернард Лі) та британського солдата у Франції, капрала «Таббі» Бінза (грає Джон Мілз).
Наприкінці 1939 року занепокоєний журналіст Чарльз Формен невдало намагається розбудити розуми своїх доброзичливих читачів від заманювання «Дивною війною», поки не пізно. Його знайомий Джон Голден (грає Річард Аттенборо) володіє невеликим заводом з виробництва металевих деталей для важкої техніки і цілком задоволений своїми прибутками від Дивної війни. Тим часом німці стрімко беруть на себе ініціативу в битві під Францією після вторгнення в травні 1940 р., погрожуючи знищити сили союзників на півночі Франції.
Виконавши завдання з підриву моста капрал «Таббі» Біннс, командир його взводу лейтенант Лампкін та вся їхня збіднена секція повертаються в свій табір, лише щоб виявити, що їхня частина відійшла вночі, залишивши їх на самоті у Франції. Водій залишеної для їхнього відхода вантажівкі і Лампкін загинули в результаті нальоту авіації. Таббі, який відповідає за відділення з п'яти осіб, залишається, не знаючи, що робити або куди їхати. Він повинен тримати своїх деморалізованих чоловіків у русі. Не впевнені, куди йти, вони ухиляються від німців, що розвиваються, і доходять до табору Королівського полку артилерії. Там вони отримують їжу, але втрачають рядового Фрейзера через бійку з німецькою колоною. Далі їм наказано очолити північ з двома іншими вояками, щоб спробувати зв'язатись з іншими силами Британського експедиційного корпусу (БЕК). Вони проводять ніч у будинку у селі, та не встигають порушити далі, як на світанку поруч з'являється німецький патруль, і, хоч усі інші й встигають втекти від німців, Таббі змушений залишити рядового Дейва Беллмана, якого було важко поранено у груди, вважаючи це єдиним шансом Беллмана на життя. Врешті-решт, вони зустрічаються з вантажівкою Повітряних сил Великої Британії, що відвозить їх до Дюнкерка. Там вони приєднуються до решти БЕК та десятків тисяч французьких солдатів, які чекають на евакуацію в Англію.
Британське адміралтейство наказує всім цивільним човнам з'явитися на реквізицію, щоб допомогти евакуювати війська з пляжів. Форман наполягає на прийнятті власного моторного катеру Vanity, попри попередження про небезпеку. Інші наслідують його приклад. Голден робить те ж саме з деяким небажанням. Проте, через деякий час, його відсутність прихильності зникає.
Солдати на пляжах піддаються регулярному повітряному бомбардуванню і обстрілам. Таббі та його солдати потрапляють на борт човна, але його підірвано і він затонув, перш ніж він зміг відплисти. Коли вони повертаються на пляж і чекають на інші човни, рядового Барлоу ранять в обличчя, після чого він вирушає до медпункту. Після посадки солдатів на великі судна, човен Формана знищується бомбардувальником. Він виживає і його підхоплює Голден на свій човен. При несправності двигуна човна Голдена, один з чоловіків Таббі (рядовий Майк Рассел) допомагає з ремонтом, а Форман разом з юнаком з екіпажу Френкі вирушають на берег. Форман і Таббі обговорюють, хто несе відповідальність за розбещення. Під час недільної ранкової церковної служби, що проходить на пляжі, німці здійснюють черговий повітряний удар по солдатах. Форман загинув під час цього нападу ударних бомбардувальників Люфтваффе. Попри це, Голден, Таббі та інші його люди надійно повертаються до Британії..

## Сприйняття
Фільм став другим за популярністю по британських касових зборах в 1958 році.
Зображення персонажу Френкі застосовано на обкладинці сингла гурту «the Smiths» 1985 року «How Soon Is Now?».